# Marcello Filosseno
Marcello Filosseno, nato Antonio Filosseno (Treviso, 1450 – Treviso, 1520), è stato un letterato e religioso italiano.
Frate servita, fu anche un attivo poeta, esponente del petrarchismo quattrocentesco. Tra le sue opere ricordiamo il canzoniere Silve (1507). Cambiò il suo nome, Antonio, in quello di "Marcello" quando entrò nell'ordine ed è a volte citato come Marcello Philoxeno Taruisino.